# Lycophidion laterale
Lycophidion laterale är en ormart som beskrevs av Hallowell 1857. Lycophidion laterale ingår i släktet Lycophidion och familjen snokar. Inga underarter finns listade i Catalogue of Life.
Denna orm förekommer i västra och centrala Afrika från Senegal till Sydsudan och Uganda samt söderut till norra Angola. Honor lägger ägg.